# ThunderCats/Episodenliste
Diese Episodenliste umfasst eine Auflistung der Episoden der amerikanischen Zeichentrickserie ThunderCats, sortiert nach der Reihenfolge ihrer Produktion. Es wurden insgesamt 130 Episoden mit einer durchschnittlichen Episodenlänge von 22 Minuten in 4 Staffeln und einem Fernsehfilm produziert.
Die Erstausstrahlung der Serie erfolgte in den USA, beginnend mit dem Pilotfilm der am 23. Januar 1985 gesendet wurde. Die restlichen Episoden folgten zwischen dem 12. September 1985 und dem 29. September 1989. In Deutschland wurde Thundercats erstmals am 18. April 1991, im Rahmen der Kindersendung Bim Bam Bino, bei Sat. 1 gezeigt. Der 1985 ausgestrahlten 65 Episoden umfassenden 1 Staffel, folgte 1986 der Fernsehfilm ThunderCats - HO!, welcher, im darauffolgenden Jahr auf 5 Episoden aufgeteilt und in die Wiederholung der ersten Staffel eingearbeitet, die zweite Staffel einleitete. Die Staffeln 2, 3 und 4 folgten einem anderen Veröffentlichungsformat von jeweils 20 Episoden, beginnend mit einem fünfteiligen Einleitungsplot. Teilweise wird auch von 2 Staffeln zu je 65 Episoden ausgegangen, wobei der Pilotfilm sowie die Staffeln 2 bis 4 als zweite 65-teilige Staffel gezählt werden.

## Pilotfilm
| Nr. (ges.) | Nr. (St.) | Deutscher Titel          | Originaltitel       | Erstausstrahlung USA | Deutschsprachige Erstausstrahlung (D) | Drehbuch      |
| ---------- | --------- | ------------------------ | ------------------- | -------------------- | ------------------------------------- | ------------- |
| 1          | 1         | Abreise von Thundera     | Exodus              | 23. Jan. 1985        | 18. Apr. 1991                         | Leonard Starr |
| 2          | 2         | Ein unheilvolles Bündnis | The Unholy Alliance | 23. Jan. 1985        | -                                     | Leonard Starr |

## Staffel 1
| Nr. (ges.) | Nr. (St.) | Deutscher Titel                          | Originaltitel                                           | Erstausstrahlung USA | Deutschsprachige Erstausstrahlung (D) | Drehbuch                                                               |
| ---------- | --------- | ---------------------------------------- | ------------------------------------------------------- | -------------------- | ------------------------------------- | ---------------------------------------------------------------------- |
| 3          | 3         | Die Bären                                | Berbils                                                 | 11. Sep. 1985        | -                                     | Leonard Starr                                                          |
| 4          | 4         | Wer sind die Sklaven im Schloss?         | The Slaves of Castle Plun-Darr                          | 12. Sep. 1985        | -                                     | Leonard Starr                                                          |
| 5          | 5         | Das ewig Böse                            | Pumm-Ra                                                 | 13. Sep. 1985        | -                                     | Jules Bass (als Julian P. Gardner), Leonard Starr                      |
| 6          | 6         | Die Berserker                            | The Terror of Hammerhand                                | 16. Sep. 1985        | -                                     | Jules Bass, Ron Goulart                                                |
| 7          | 7         | Die Höhle aller Zeiten                   | Trouble with Time                                       | 17. Sep. 1985        | -                                     | Jules Bass, Ron Goulart                                                |
| 8          | 8         | Ein geheimnisvoller Fallenturm           | The Tower of Traps                                      | 18. Sep. 1985        | -                                     | Leonard Starr                                                          |
| 9          | 9         | Der Garten der Freude                    | The Garden of Delights                                  | 19. Sep. 1985        | -                                     | Jules Bass, Barney Cohen                                               |
| 10         | 10        | Mandora und die Übeltäter                | Mandora: The Evil Chaser                                | 20. Sep. 1985        | -                                     | William Overgard                                                       |
| 11         | 11        | Der Geisterkrieger                       | The Ghost Warrior                                       | 23. Sep. 1985        | -                                     | Leonard Starr                                                          |
| 12         | 12        | Der Blick der Verdammnis                 | The Doomgaze                                            | 24. Sep. 1985        | -                                     | Stephen Perry                                                          |
| 13         | 13        | Herr des Schnees                         | Lord of the Snows                                       | 25. Sep. 1985        | -                                     | Bob Haney                                                              |
| 14         | 14        | Das versunkene Raumschiff der Mutanten   | The Spaceship Beneath the Sands                         | 26. Sep. 1985        | -                                     | Leonard Starr                                                          |
| 15         | 15        | Die Zeitkapsel                           | The Time Capsule                                        | 27. Sep. 1985        | -                                     | Peter Lawrence                                                         |
| 16         | 16        | Feuerzauber                              | The Fireballs of Plun-Darr                              | 30. Sep. 1985        | -                                     | William Overgard                                                       |
| 17         | 17        | Wertloses Gold                           | All That Glitters                                       | 1. Okt. 1985         | -                                     | Bob Haney                                                              |
| 18         | 18        | Panthros Doppelgänger                    | Spitting Image                                          | 2. Okt. 1985         | -                                     | Howard Post                                                            |
| 19         | 19        | Der Herr der Furcht                      | Mongor                                                  | 3. Okt. 1985         | -                                     | Peter Lawrence                                                         |
| 20         | 20        | Leos Rückkehr nach Thundera              | Return to Thundera                                      | 4. Okt. 1985         | -                                     | Bob Haney                                                              |
| 21         | 21        | Der Erdpropfen                           | Dr. Dometone                                            | 7. Okt. 1985         | -                                     | William Overgard                                                       |
| 22         | 22        | In der Astralwelt                        | The Astral Prison                                       | 8. Okt. 1985         | -                                     | Peter Lawrence                                                         |
| 23         | 23        | Die Kristallkönigin                      | The Crystal Queen                                       | 9. Okt. 1985         | -                                     | Leonard Starr                                                          |
| 24         | 24        | Der galaktische Katzenjäger              | Safari Joe                                              | 10. Okt. 1985        | -                                     | Stephen Perry                                                          |
| 25         | 25        | Die tapferste Katze                      | Snarf Takes Up the Challenge                            | 11. Okt. 1985        | -                                     | Peter Lawrence                                                         |
| 26         | 26        | Der sechste Sinn                         | Sixth Sense                                             | 28. Okt. 1985        | -                                     | Peter Lawrence                                                         |
| 27         | 27        | Der Samurai                              | The Thunder-Cutter                                      | 29. Okt. 1985        | -                                     | William Overgard                                                       |
| 28         | 28        | Die Wolfsratte                           | The Wolfrat                                             | 30. Okt. 1985        | -                                     | Chris Trengove                                                         |
| 29         | 29        | Schnuffs Entscheidung – Teil 1           | Feliner: Part One                                       | 31. Okt. 1985        | -                                     | Stephen Perry                                                          |
| 30         | 30        | Schnuffs Entscheidung – Teil 2           | Feliner: Part Two                                       | 1. Nov. 1985         | -                                     | Stephen Perry                                                          |
| 31         | 31        | Mandora und die Piraten                  | Mandora and the Pirates                                 | 4. Nov. 1985         | -                                     | William Overgard                                                       |
| 32         | 32        | Das Säure-Attentat                       | Return of the Driller                                   | 5. Nov. 1985         | -                                     | Howard Post                                                            |
| 33         | 33        | Der goldene Helm                         | Dimension Doom                                          | 6. Nov. 1985         | -                                     | Bob Haney                                                              |
| 34         | 34        | Die achtbeinige Königin                  | Queen of 8 Legs                                         | 7. Nov. 1985         | -                                     | Stephen Perry                                                          |
| 35         | 35        | Im schwarzen Loch                        | Sword in a Hole                                         | 8. Nov. 1985         | -                                     | William Overgard                                                       |
| 36         | 36        | Die böse Harfe                           | The Evil Harp of Charr-Nin                              | 11. Nov. 1985        | -                                     | Doug Bernstein, Denis Markel                                           |
| 37         | 37        | Leos erste Prüfung: Die Stärke           | Lion-O's Anointment First Day: The Trial of Strength    | 12. Nov. 1985        | -                                     | Leonard Starr                                                          |
| 38         | 38        | Sinnloser Kampf                          | The Demolisher                                          | 13. Nov. 1985        | -                                     | Peter Lawrence, Bob Haney                                              |
| 39         | 39        | Macht hat ihren Preis                    | Monkian's Bargain                                       | 14. Nov. 1985        | -                                     | Lee Schneider                                                          |
| 40         | 40        | Kampf ohne Waffen                        | Tight Squeeze                                           | 15. Nov. 1985        | -                                     | Stephen Perry                                                          |
| 41         | 41        | Die Mikros                               | The Micrits                                             | 18. Nov. 1985        | -                                     | Bruce W. Smith                                                         |
| 42         | 42        | Leos zweite Prüfung: Die Geschwindigkeit | Lion-O's Anointment Second Day: The Trial of Speed      | 19. Nov. 1985        | -                                     | Leonard Starr                                                          |
| 43         | 43        | Der Steinriese                           | The Rock Giant                                          | 20. Nov. 1985        | -                                     | Peter Lawrence                                                         |
| 44         | 44        | General Schakal                          | Jackalman's Rebellion                                   | 21. Nov. 1985        | -                                     | Bruce W. Smith                                                         |
| 45         | 45        | Gefahr für die Dritte Erde               | Turmagar the Tuska                                      | 22. Nov. 1985        | -                                     | Chris Trengove                                                         |
| 46         | 46        | Leos dritte Prüfung: Die Schlauheit      | Lion-O's Anointment Third Day: The Trial of Cunning     | 25. Nov. 1985        | -                                     | Leonard Starr                                                          |
| 47         | 47        | Ein wahrer Freund                        | The Mumm-Ra Berbil                                      | 26. Nov. 1985        | -                                     | Jeri Craden                                                            |
| 48         | 48        | Alles nur Show                           | Mechanical Plague                                       | 27. Nov. 1985        | -                                     | Peter Lawrence                                                         |
| 49         | 49        | Der große Sturm                          | Trapped                                                 | 28. Nov. 1985        | -                                     | Stephen Perry                                                          |
| 50         | 50        | Leos vierte Prüfung: Die Willenskraft    | Lion-O’s Anointment Fourth Day: The Trial of Mind Power | 29. Nov. 1985        | -                                     | Leonard Starr                                                          |
| 51         | 51        | Das Schwert Excalibur                    | Excalibur                                               | 2. Dez. 1985         | -                                     | Peter Lawrence                                                         |
| 52         | 52        | Der Eiskönig                             | Secret of the Ice King                                  | 3. Dez. 1985         | -                                     | Bob Haney                                                              |
| 53         | 53        | Gut, aber häßlich                        | Good and Ugly                                           | 4. Dez. 1985         | -                                     | Peter Lawrence                                                         |
| 54         | 54        | Der Reaktor                              | The Transfer                                            | 5. Dez. 1985         | -                                     | Lawrence DuKore, Lee Schneider                                         |
| 55         | 55        | Der Stimmenimitator                      | Divide and Conquer                                      | 6. Dez. 1985         | -                                     | Lee Schneider                                                          |
| 56         | 56        | Der Herr der Träume                      | Dream Master                                            | 9. Dez. 1985         | -                                     | Lawrence DuKore, Annabelle Gurwitch, Lee Schneider, Heather M. Winters |
| 57         | 57        | Unsichtbar!                              | Out of Sight                                            | 10. Dez. 1985        | -                                     | Chris Trengove                                                         |
| 58         | 58        | Kampf am Berg                            | The Mountain                                            | 11. Dez. 1985        | -                                     | Danny Peary                                                            |
| 59         | 59        | Geiermanns Höhenflug                     | The Superpower Potion                                   | 12. Dez. 1985        | -                                     | Chris Trengove                                                         |
| 60         | 60        | Das falsche Schwert von Omen             | Eye of the Beholder                                     | 13. Dez. 1985        | -                                     | Kenneth Vose                                                           |
| 61         | 61        | Leos letzte Prüfung: Das Böse            | Lion-O’s Anointment Final Day: The Trial of Evil        | 16. Dez. 1985        | -                                     | Leonard Starr                                                          |
| 62         | 62        | Leichtsinniges Spiel                     | The Trouble with Thunderkittens                         | 17. Dez. 1985        | -                                     | Kimberly Morris                                                        |
| 63         | 63        | Mumiana                                  | Mumm-Rana                                               | 18. Dez. 1985        | -                                     | Bob Haney                                                              |
| 64         | 64        | Vertauschte Katzen                       | The Shifter                                             | 19. Dez. 1985        | -                                     | Matthew Malach                                                         |
| 65         | 65        | Alte Feinde                              | Fond Memories                                           | 20. Dez. 1985        | -                                     | Lee Schneider                                                          |

## Fernsehfilm - ThunderCats - HO!
| Nr. (ges.) | Nr. (St.) | Deutscher Titel                 | Originaltitel              | Erstausstrahlung USA | Deutschsprachige Erstausstrahlung (D) | Drehbuch      |
| ---------- | --------- | ------------------------------- | -------------------------- | -------------------- | ------------------------------------- | ------------- |
| 66         | 1         | Die neuen Thunder Cats – Teil 1 | ThunderCats – Ho! Part I   | 8. Sep. 1986         | -                                     | Leonard Starr |
| 67         | 2         | Die neuen Thunder Cats – Teil 2 | ThunderCats – Ho! Part II  | 9. Sep. 1986         | -                                     | Leonard Starr |
| 68         | 3         | Die neuen Thunder Cats – Teil 3 | ThunderCats – Ho! Part III | 10. Sep. 1986        | -                                     | Leonard Starr |
| 69         | 4         | Die neuen Thunder Cats – Teil 4 | ThunderCats – Ho! Part IV  | 11. Sep. 1986        | -                                     | Leonard Starr |
| 70         | 5         | Die neuen Thunder Cats – Teil 5 | ThunderCats – Ho! Part V   | 12. Sep. 1986        | -                                     | Leonard Starr |

## Staffel 2
| Nr. (ges.) | Nr. (St.) | Deutscher Titel             | Originaltitel           | Erstausstrahlung USA | Deutschsprachige Erstausstrahlung (D) | Drehbuch                   |
| ---------- | --------- | --------------------------- | ----------------------- | -------------------- | ------------------------------------- | -------------------------- |
| 71         | 1         | Mumions Rückkehr – Teil 1   | Mumm-Ra Lives! Part I   | 7. Sep. 1986         | -                                     | Leonard Starr              |
| 72         | 2         | Mumions Rückkehr – Teil 2   | Mumm-Ra Lives! Part II  | 8. Sep. 1986         | -                                     | Leonard Starr              |
| 73         | 3         | Mumions Rückkehr – Teil 3   | Mumm-Ra Lives! Part III | 10. Sep. 1986        | -                                     | Leonard Starr              |
| 74         | 4         | Mumions Rückkehr – Teil 4   | Mumm-Ra Lives! Part IV  | 10. Sep. 1986        | -                                     | Leonard Starr              |
| 75         | 5         | Mumions Rückkehr – Teil 5   | Mumm-Ra Lives! Part V   | 11. Sep. 1986        | -                                     | Leonard Starr              |
| 76         | 6         | Katzenkrieg                 | Catfight                | 14. Sep. 1986        | -                                     | Chris Trengove             |
| 77         | 7         | Hypnosestrahlen             | Psych Out               | 15. Sep. 1986        | -                                     | Sandy Fries                |
| 78         | 8         | Riese aus Stein             | The Mask of Gorgon      | 16. Sep. 1986        | -                                     | Romeo Muller               |
| 79         | 9         | Das Böse im Herzen          | The Mad Bubbler         | 17. Sep. 1986        | -                                     | Kimberly Morris            |
| 80         | 10        | Piratenangriff              | Together We Stand       | 18. Sep. 1986        | -                                     | Herb Engelhardt            |
| 81         | 11        | Verstand in Fesseln         | Ravage Island           | 21. Sep. 1986        | -                                     | George Hampton, Mike Moore |
| 82         | 12        | Wettlauf mit der Zeit       | Time Switch             | 22. Sep. 1986        | -                                     | Sandy Fries                |
| 83         | 13        | Die Klangsteine             | The Sound Stones        | 23. Sep. 1986        | -                                     | J. Larry Carroll           |
| 84         | 14        | Der hundertjährige Fluch    | Day of the Eclipse      | 24. Sep. 1986        | -                                     | Kimberly Morris            |
| 85         | 15        | Immer für Recht und Ordnung | Sideswipe               | 25. Sep. 1986        | -                                     | William Overgard           |
| 86         | 16        | Der Gürtel der Macht        | Mumm-Rana’s Belt        | 28. Sep. 1986        | -                                     | James Rose                 |
| 87         | 17        | Im Tal der Ketten           | Hachiman’s Honor        | 29. Sep. 1986        | -                                     | J. Larry Carroll           |
| 88         | 18        | Tödliche Beeren             | Runaways                | 30. Sep. 1986        | -                                     | Bill Ratter                |
| 89         | 19        | Falscher Hund               | Hair of the Dog         | 1. Okt. 1986         | -                                     | Chris Trengove             |
| 90         | 20        | Die Thunderium-Haubitze     | Vultureman’s Revenge    | 2. Okt. 1986         | -                                     | Herb Engelhardt            |

## Staffel 3
| Nr. (ges.) | Nr. (St.) | Deutscher Titel                     | Originaltitel             | Erstausstrahlung USA | Deutschsprachige Erstausstrahlung (D) | Drehbuch                    |
| ---------- | --------- | ----------------------------------- | ------------------------- | -------------------- | ------------------------------------- | --------------------------- |
| 91         | 1         | Der Schatz von Thundera – Teil 1    | Thundercubs: Part I       | 5. Sep. 1987         | -                                     | Peter Lawrence              |
| 92         | 2         | Der Schatz von Thundera – Teil 2    | Thundercubs: Part II      | 6. Sep. 1987         | -                                     | Peter Lawrence              |
| 93         | 3         | Der Schatz von Thundera – Teil 3    | Thundercubs: Part III     | 7. Sep. 1987         | -                                     | Peter Lawrence              |
| 94         | 4         | Der Schatz von Thundera – Teil 4    | Thundercubs: Part IV      | 8. Sep. 1987         | -                                     | Peter Lawrence              |
| 95         | 5         | Der Schatz von Thundera – Teil 5    | Thundercubs: Part V       | 9. Sep. 1987         | -                                     | Peter Lawrence              |
| 96         | 6         | In den Giftsümpfen                  | Totem of Dera             | 12. Sep. 1987        | -                                     | J. Larry Carroll            |
| 97         | 7         | Die magische Kette                  | Chain of Loyalty          | 13. Sep. 1987        | -                                     | Peter Lawrence, Bill Ratter |
| 98         | 8         | Der Kraftstein der Kristallschlucht | Crystal Canyon            | 14. Sep. 1987        | -                                     | Sandy Fries                 |
| 99         | 9         | Telepathie-Strahlen                 | The Telepathy Beam        | 15. Sep. 1987        | -                                     | Kimberly Morris             |
| 100        | 10        | Ausgesetzt im All                   | Exile Isle                | 16. Sep. 1987        | -                                     | William Overgard            |
| 101        | 11        | Der Schlüssel von Thundera          | Key to Thundera           | 19. Sep. 1987        | -                                     | Matthew Malach              |
| 102        | 12        | Der Spiegel der Wahrheit            | Return of the Thundercubs | 20. Sep. 1987        | -                                     | J. Larry Carroll            |
| 103        | 13        | Die rettende Formel                 | The Formula               | 21. Sep. 1987        | -                                     | Kimberly Morris             |
| 104        | 14        | Der Lügenkompaß                     | Locket of Lies            | 22. Sep. 1987        | -                                     | Bill Ratter                 |
| 105        | 15        | Der Armreif der Macht               | Bracelet of Power         | 23. Sep. 1987        | -                                     | Bill Ratter                 |
| 106        | 16        | Tiefgefroren                        | The Wild Workout          | 26. Sep. 1987        | -                                     | Becky Hartman Edwards       |
| 107        | 17        | Das Fernrohr zum Schatz             | The Thunderscope          | 27. Sep. 1987        | -                                     | George Hampton, Mike Moore  |
| 108        | 18        | Der Jadedrache                      | The Jade Dragon           | 28. Sep. 1987        | -                                     | William Overgard            |
| 109        | 19        | Der Zirkuszug                       | The Circus Train          | 29. Sep. 1987        | -                                     | William Overgard            |
| 110        | 20        | Mumions Ende                        | The Last Day              | 30. Sep. 1987        | -                                     | J. Larry Carroll            |

## Staffel 4
| Nr. (ges.) | Nr. (St.) | Deutscher Titel                   | Originaltitel                 | Erstausstrahlung USA | Deutschsprachige Erstausstrahlung (D) | Drehbuch                       |
| ---------- | --------- | --------------------------------- | ----------------------------- | -------------------- | ------------------------------------- | ------------------------------ |
| 111        | 1         | Rückkehr nach Thundera – Teil 1   | Return to Thundera!: Part I   | 4. Sep. 1988         | -                                     | Peter Lawrence                 |
| 112        | 2         | Rückkehr nach Thundera – Teil 2   | Return to Thundera!: Part II  | 5. Sep. 1988         | -                                     | Peter Lawrence                 |
| 113        | 3         | Rückkehr nach Thundera – Teil 3   | Return to Thundera!: Part III | 6. Sep. 1988         | -                                     | Peter Lawrence                 |
| 114        | 4         | Rückkehr nach Thundera – Teil 4   | Return to Thundera!: Part IV  | 7. Sep. 1988         | -                                     | Peter Lawrence                 |
| 115        | 5         | Rückkehr nach Thundera – Teil 5   | Return to Thundera!: Part V   | 8. Sep. 1988         | -                                     | Peter Lawrence                 |
| 116        | 6         | Spiegelfechtereien                | Leah                          | 11. Sep. 1988        | -                                     | David Carren, J. Larry Carroll |
| 117        | 7         | Der Froschmann                    | Frogman                       | 12. Sep. 1988        | -                                     | Kimberly Morris                |
| 118        | 8         | Die goldene Kugel von Setti       | The Heritage                  | 13. Sep. 1988        | -                                     | Peter Lawrence, Bill Ratter    |
| 119        | 9         | Ein ganz verrückter Roboter       | Screwloose                    | 14. Sep. 1988        | -                                     | William Overgard               |
| 120        | 10        | Der Alchemist                     | Malcar                        | 15. Sep. 1988        | -                                     | George Hampton, Mike Moore     |
| 121        | 11        | Das große Lachen                  | Helpless Laughter             | 18. Sep. 1988        | -                                     | Matthew Malach                 |
| 122        | 12        | Krakers fürchterliche Rache       | Cracker’s Revenge             | 19. Sep. 1988        | -                                     | William Overgard               |
| 123        | 13        | Verschollen im Mossland           | The Mossland Monster          | 20. Sep. 1988        | -                                     | Chris Trengove                 |
| 124        | 14        | Die Schmelz-Maschine              | Ma-Mutt’s Confusion           | 21. Sep. 1988        | -                                     | Beth Bornstein                 |
| 125        | 15        | Die Rückkehr des Schattenmeisters | Shadowmaster                  | 22. Sep. 1988        | -                                     | Dennis Woodyard                |
| 126        | 16        | Schwanengesang                    | Swan Song                     | 25. Sep. 1988        | -                                     | William Overgard               |
| 127        | 17        | Das Zeichen des Amortus           | Touch of Amortus              | 26. Sep. 1988        | -                                     | Bill Ratter                    |
| 128        | 18        | Zaxx, der Körperdieb              | The Zaxx Factor               | 27. Sep. 1988        | -                                     | Matthew Malach                 |
| 129        | 19        | Der Brunnen des Zweifels          | Well of Doubt                 | 28. Sep. 1988        | -                                     | Dennis Woodyard                |
| 130        | 20        | Planet am Abgrund                 | The Book of Omens             | 29. Sep. 1988        | -                                     | William Overgard               |